# 靖宇中路
靖宇中路是中華人民共和國上海市楊浦區一條東西走向道路，道路西起靖宇南路，東至營口路，道路全長1100米，寬12.2至12.8米，道路始建於1953年至1954年，路名來自於吉林省白山市靖宇縣。